# Federación Española de Sociedades de Archivística, Biblioteconomía, Documentación y Museística
La Federación Española de Sociedades de Archivística, Biblioteconomía, Documentación y Museística (FESABID) es una federación, fundada en 1988,que está compuesta de colegios, asociaciones y agrupaciones profesionalesrelevantes en los sectores de la gestión de la información.

## Objetivos y organización
Se trata de una entidad de derecho privado, con actuación en todo el territorio español, cuyos objetivos son el reconocimiento de la profesión en el acceso a la Información, así como la promoción del papel de los archivos, bibliotecas, museos y otras unidades de información y documentación por su contribución para lograr un crecimiento inteligente, sostenible e integrador de la sociedad.
Realiza actividades para lograr la influencia e incidencia política de la profesión, patrocina y produce informes técnicos y especializados sobre el sector y organiza las Jornadas Españolas de Información y Documentación (JEID), con periodicidad bienal desde 1984. 
También coordina varios grupos de trabajo que participan en procesos de reglamentación jurídica para gestionar temas relacionados con la propiedad intelectual,las bibliotecas y los derechos de autory colabora con organizaciones de carácter nacional como el Ministerio de Cultura de España, el Consejo de Cooperación Bibliotecaria, la Biblioteca Nacional de España, el Instituto del Patrimonio Cultural de España y la Asociación Española de Normalización y Certificación (AENOR) y la Red de Bibliotecas Universitarias Españolas.
A nivel internacional, forma parte y colabora activamente con el European Bureau of Library, Information and Documentation Associations (EBLIDA), la Federación Internacional de Asociaciones de Bibliotecarios y Bibliotecas (IFLA) o el Consejo Internacional de Archivos (ICA) entre otros.
En el ámbito empresarial, en 2015 se creó el Clúster FESABID,un grupo de empresas e iniciativas empresariales relacionadas con el área de la información y la documentación, con el objetivo de trabajar conjuntamente para el sector y en pro de intereses compartidos. A través del Clúster FESABID, las organizaciones se agrupan en la Federación, permitiendo así la representación de toda la comunidad de profesionales de archivos, bibliotecas, museos y otras unidades de información. 
Desde 2013 estableció un código deontológico propio para los profesionales de la información y la documentación en España que ha sido validado por la IFLA dentro de los Códigos de Ética Nacionales para Bibliotecarios.

## Grupos de trabajo
La Federación cuenta con los grupos:
- Defensa de la profesión[19]
- Propiedad Intelectual[20]
- Nuevos roles[21]
- Ética profesional
- Formación

## Miembros
Los miembros que engloba la Federación son:
- Asociación de Bibliotecarios, Archiveros y Documentalistas de las Islas Baleares - ABADIB[22]
- Asociación Andaluza de Bibliotecarios - AAB[23]
- Asociación Andaluza de Profesionales de la Información y la Documentación - AAPID[24]
- Asociación de Archiveros de Andalucía[25]
- Asociación de Archiveros de Castilla y León - ACAL[26]
- Asociación de Archiveros de la Iglesia en España - AAIE[27]
- Asociación de Bibliotecarios de la Iglesia en España - ABIE[28]
- Asociación de Bibliotecarios de Toledo - ABITO[29]
- Asociación de Bibliotecarios/as y Documentalistas de Canarias - ByD Canarias[30]
- Asociación de Casas-Museo y Fundaciones de Escritores - ACAMFE[31]
- Asociación de Profesionais dos Arquivos, Bibliotecas, Museos e Centros de Documentación de Galicia - BAMAD[32]
- Asociación de Profesionales de Bibliotecas Móviles - ACLEBIM[33]
- Asociación de profesionales de las bibliotecas y centros de documentación de Ciencias de la Salud en la Comunidad de Madrid - BIBLIOMADSALUD[34]
- Asociación Española de Documentación Musical - AEDOM[35]
- Asociación Navarra de Bibliotecarias y Bibliotecarios / Nafarroako Liburuzainen Elkartea - ASNABI[36]
- Asociación Profesional de Especialistas en Información - APEI[37]
- Asociación Vasca de Profesionales de Archivos, Bibliotecas y Centro de Documentación / Artxibo, Liburutegui eta Dokumentazio Zentroetako Profesionalen Euskal Elkartea - ALDEE[38]
- Col.legi Oficial de Bibliotecaris i Documentalistes de la Comunitat Valenciana - COBDCV[39]
- Col.legi Oficial de Bibliotecaris-Documentalistes de Catalunya - COBDC[40]
- Red de centros y departamentos Universitarios españoles de Información y Documentación - RUID[41]
- Sociedad Española de Documentación e Información Científica - SEDIC[42]
- Unión Territorial ANABAD-Cantabria - ANABAD Cantabria[43]
- Unión Territorial ANABAD-Murcia - ANABAD Murcia[44]